# Крозе
Острови Крозе — архіпелаг в південній частині Індійського океану, входить до складу Французьких Південних та Антарктичних територій (заморська територія Франції).

## Географія
Острови розташовані між 45° 95' і 46° 50' південної широти та 50° 95' і 52° 58' східної довготи між Мадагаскаром і Антарктидою (Земля Ендербі). Архіпелаг розпадається на дві групи островів, розташовані на відстані 110 км одна від другої:
- західна група, до якої входять острів Свиней (фр. l’île aux Cochons, найкрупніший в групі), острів Пінгвінів (l’île des Pingouins) і скелі Апостолів (les îlots des Apôtres);
- східна група в складі островів Посесьйон (l’île de la Possession) і Східного (l’île de l’Est).

Острів Посесьйон площею 150 км² — найбільший в архіпелазі. Площа Східного острова становить 130 км², острова Свиней — 67 км², загальна площа архіпелагу 352 км². Максимальна висота островів над рівнем моря від 800 до 1000 м, найвища точка архіпелагу — пік Маріон-дю-Фресн на острові Східному висотою 1050 м. Всі острови дуже обривисті; острів Пінгвінів з площею 3 км² сягає висоти 340 м, а скелі Апостолів, які мають сукупну площу лише 1,2 км², підіймаються від води на 289 м.
Дослідження магнітних аномалій морського дна на плато Крозе, на якому стоять острови, показують, що плато має вік близько 50 млн років. Самі острови вулканічні за походженням, складаються базальтами і піднялись з океану близько 8,8 млн років тому.
За теперішнього часу льодовиків на островах немає. Клімат надзвичайно дощовитий та вітряний: дощ падає 300 днів на рік, а швидкість вітру перевищує 28 м/с принаймні 100 днів на рік. Щороку випадає понад 2000 мм опадів. Температури сягають 18 °C влітку, а взимку рідко падають нижче 5 °C.

## Історія
Острови Крозе буле вперше відкриті експедицією під керівництвом французького мореплавця Марка-Жозефа Маріона дю Фресна, який висадився 24 січня 1772 року на острові Посесьйон і оголосив архіпелаг володінням Франції (фр. Possession — «володіння»). За деякими джерелами, Маріон тоді ж назвав архіпелаг островами Крозе, ім'ям свого старшого помічника  Жюля Крозе.
Капітан Джеймс Кук під час свого третього навколосвітнього плавання назвав західну групу островів островами Маріон (англ. Marion Islands, а східну — островами Крозе (англ. Crozet Islands). Згодом назва острови Крозе закріпилося за всім архіпелагу, а ім'ям Маріон стали називати один з островів Принца Едварда.

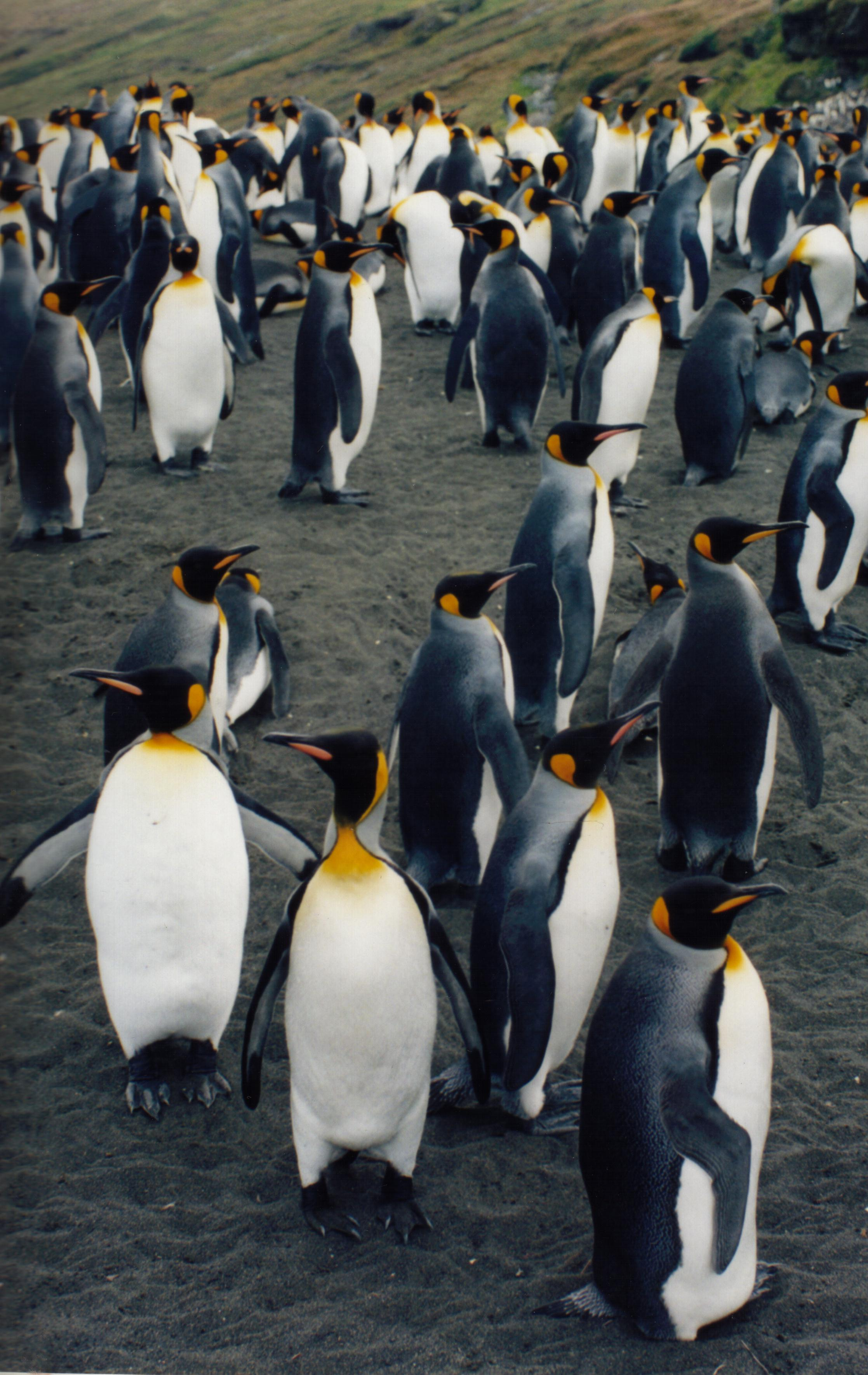
Королівські пінгвіни на островах Крозе

На початку XIX ст. острови почали відвідувати мисливці на тюленів, поки в 1835 році тюлені тут були повністю знищені. Після цього основним видом промислової активності довкола архіпелагу став китобійний промисел; особливо активні були китобої з Массачусетсу.
Довкола островів траплялись численні корабельні аварії. Британське судно «Принцеса Уельська» затонуло тут в 1821 році; деяким членам його екіпажу пощастило дістатися до островів, і вони прожили тут два роки. В 1887 році потерпіло аварію французьке судно «Тамаріс», і його екіпаж опинився на острові Свиней. Вони прив'язали записку до ноги буревісника гігантського, який через сім місяців був спійманий у Фремантлі в Західній Австралії. На жаль, рятувальна експедиція прибула запізно. Через те, що корабельні аварії траплялися біля островів регулярно, протягом певного часу британський флот раз в декілька років відряджав до архіпелагу корабель з метою пошуку можливих потерпілих.
Після підтвердження Францією суверенітету над островами в 1923 році вони керувалися французькою колоніальною адміністрацією на Мадагаскарі, але в 1955 були включені до складу Французьких Південних територій. В 1961 році острови почали відвідувати вчені, в 1963 році була заснована цілорічна наукова станція Порт-Альберт на острові Посесьйон. На станції постійно працюють від 18 до 30 вчених (залежно від пори року), які проводять метеорологічні, біологічні та геологічні спостереження і обслуговують сейсмограф.

## Природа
На островах Крозе живуть чотири види пінгвінів. Найчисленніші золотоволосі (понад 2 млн пар щороку виводять тут пташенят) і королівські пінгвіни підвиду patagonicus. Окрім них зустрічаються чубаті пінгвіни, а також існує невеличка колонія папуанських пінгвінів.
З інших видів тварин на островах живуть тюлені, південні морські слони, буревісники і альбатроси, в тому числі мандрівні альбатроси.
Острови Крозе були оголошені заповідником в 1939 році. Завезені зовні види (миші, пацюки, а потім — кішки для боротьби з ними) завдають місцевій екосистемі великої шкоди. На острів Свиней колись були завезені і здичавіли свійські свині, а на острів Посесьйон — кози (і ти, й інші — з метою розведення для їжі); зараз обидві популяції винищені.
Серед існуючих проблем заповідника — нелегальний вилов іклана патагонського за допомогою забороненого знаряддя в довколишніх водах. Надмірний лов не тільки знижує кількість риби, він також загрожує буревісникам і альбатросам, які заплутуються в знарядді та глитають гачки разом з рибою, і популяції косаток, на яких рибалки іноді полюють за допомогою динаміту. Води островів Крозе регулярно патрулюються французьким військовим кораблем «Альбатрос», а також суднами Грінпісу.